# Cover You
Cover You è il primo album in studio di cover del gruppo femminile giapponese Morning Musume, pubblicato nel 2008.

## Tracce
Testi di Yū Aku, musiche di artisti indicati.
1. Nagisa no Sindbad – 2:37 – Shunichi Tokura
2. Dō ni mo Tomaranai (どうにもとまらない) – 2:53 – Linda Yamamoto
3. Izakaya (居酒屋) – 3:52 – Katsuo Ohno
4. Pepper Keibu (Album version) – 4:26 – Shunichi Tokura
5. Shiroi Chō no Samba (白い蝶のサンバ) – 3:28 – Katsuo Inoue
6. Seishun Jidai (青春時代) – 3:05 – Kōichi Morita
7. Ringo Satsujin Jiken (林檎殺人事件) – 4:25 – Yusuke Hoguchi
8. Romance (Album version) (ロマンス) – 3:41 – Kyohei Tsutsumi
9. Machi no Akari (街の灯り) – 3:37 – Keisuke Hama
10. Koi no Dial 6700 (恋のダイヤル6700) – 3:04 – Tadao Inoue
11. Pin Pon Pan Taisō (ピンポンパン体操) – 4:18 – Asei Kobayashi
12. Watashi no Aoi Tori (私の青い鳥) – 3:18 – Yasushi Nakamura
13. Johnny e no Dengon (ジョニィへの伝言) – 3:57 – Shunichi Tokura
14. UFO – 3:08 – Shunichi Tokura